# Собаче мило
Собаче мило (Saponaria) — рід рослин родини гвоздикові (Caryophyllaceae).

## Ботанічний опис
Трав'янисті однорічні, дворічні, або багаторічні рослини з суцільнокраїм супротивно-сидячим листям без прилистків. Стебла заввишки від 10 до 90 см.
Суцвіття волотисте. Квітки великі білі, рожеві або червоні. Пелюсток 5, зазвичай з довгими нігтиками.
Плід — багатонасінна коробочка, довгаста, розкривається 4 зубцями.

## Поширення
Види поширені у Євразії, в Україні майже повсюдно.

## Види
Рід налічує від 30 до 40 видів.
Види, що позначені зірочкою (*), поширені в Україні.
- Saponaria bargyliana
- Saponaria bellidifolia
- Saponaria caespitosa
- Saponaria calabrica
- Saponaria glutinosa — Собаче мило клейке*
- Saponaria karapinarensis
- Saponaria kotschyi
- Saponaria lutea
- Saponaria ocymoides
- Saponaria officinalis — Собаче мило лікарське*
- Saponaria pamphylica
- Saponaria pumila
- Saponaria pumilio
- Saponaria sicula
- Saponaria suffruticosa